# Star Trek: Raumschiff Voyager/Staffel 7
Die siebte Staffel der Fernsehserie Star Trek: Raumschiff Voyager wurde ab Oktober 2000 in den USA erstausgestrahlt. In Deutschland wurde die Staffel von Juni 2001 bis Februar 2002 erstmals gezeigt.

## Episoden und Erstausstrahlung
| Nr. (ges.) | Nr. (St.) | Deutscher Titel           | Originaltitel           | Erstausstrahlung USA | Deutschsprachige Erstausstrahlung (D) | Regie                 | Drehbuch                                                                                         |
| --- | --------- | ------------------------- | ----------------------- | -------------------- | ------------------------------------- | --------------------- | ------------------------------------------------------------------------------------------------ |
| 147 | 1         | Unimatrix Zero – Teil 2   | Unimatrix Zero, Part II | 4. Okt. 2000         | 8. Juni 2001                          | Mike Vejar            | Brannon Braga, Joe Menosky; Idee: Mike Sussman, Brannon Braga, Joe Menosky                       |
| Janeway, Tuvok und Torres versuchen, als Borg-Drohnen dem Widerstand in Unimatrix Zero zu helfen. Sie können zunächst unabhängig vom Borg-Kollektiv handeln, weil der Doktor sie mit einem neuralen Inhibitor geimpft hat, um die Assimilation ins Kollektiv zu blockieren. Bei Tuvok lässt jedoch der Schutz nach, und die drei werden gefangen genommen. Die Borg-Königin verlangt von Janeway, dass sie die Rebellen unter den Borg auffordert, sich wieder in das Kollektiv assimilieren zu lassen, ansonsten würde sie ein von den Borg modifiziertes Nanovirus in Unimatrix Zero aussetzen, was jede Drohne in Unimatrix Zero töten würde. Janeway informiert die Voyager, dass Unimatrix Zero nicht weiter existieren kann. Chakotay zerstört Unimatrix Zero, was für Seven bedeutet, dass sie sich von ihrem Liebhaber verabschieden muss, denn seine Drohne ist auf einem Schiff im Beta-Quadranten. Der Voyager gelingt es, Janeway, Tuvok und Torres vom Borg-Schiff zu retten. Unerwartete Hilfe erhält die Voyager von einer Borg-Sphäre, auf der Borg-Drohnen, die sich vom Kollektiv gelöst haben, das Kommando übernommen haben. |           |                           |                         |                      |                                       |                       |                                                                                                  |
| 148 | 2         | Unvollkommenheit          | Imperfection            | 11. Okt. 2000        | 22. Juni 2001                         | David Livingston      | Carleton Eastlake, Robert Doherty; Idee: André Bormanis                                          |
| Der Kortikalknoten von Seven of Nine hat eine schwere Fehlfunktion und muss ersetzt werden. Die Crew versucht zunächst Seven zu helfen, indem sie aus einem Gebiet mit Überbleibseln eines zerstörten Borg-Kubus einen Kortikalknoten aus einer toten Borgdrohne birgt. Wie sich aber in Simulationen des Doktors herausstellt, kann dieser Knoten Sevens Kortikalknoten nicht ersetzen, sondern Seven benötigt eine Transplantation von einer lebenden Drohne. Icheb bietet seinen Kortikalknoten als Spende an, denn er kann auch ohne ihn leben, da er nicht so lange im Borgkollektiv assimiliert war wie Seven. Seven wehrt sich zunächst gegen dieses Angebot und bereitet sich auf ihren Tod vor, woraufhin Icheb seinen Alkoven so umprogrammiert, dass sein Kortikalknoten entfernt wird, und überzeugt schließlich gemeinsam mit dem Doktor und Janeway Seven, seine Spende zu akzeptieren. Die Operation erfolgt erfolgreich. Seven erholt sich wieder und bietet Icheb an, ihn bei seinen Vorbereitungen für die Zulassungsprüfung zur Sternenflottenakademie zu unterstützen. |           |                           |                         |                      |                                       |                       |                                                                                                  |
| 149 | 3         | Das Rennen                | Drive                   | 18. Okt. 2000        | 29. Juni 2001                         | Winrich Kolbe         | Michael Taylor                                                                                   |
| Tom hat die Möglichkeit, mit dem Delta-Flyer an einem Rennen teilzunehmen, mit dem vier miteinander verfeindete Völker ihre Versöhnung feiern wollen. B'Elanna ist zunächst enttäuscht, weil der Zeitpunkt des Rennens ausgerechnet auf einen lange geplanten gemeinsamen Urlaubstag fällt. Sie will Tom nicht den Spaß verderben und begleitet ihn schließlich als Co-Pilotin auf dem Delta-Flyer. Harry Kim wird inzwischen Co-Pilot bei Irina, einer weiteren Teilnehmerin am Rennen, deren Co-Pilot bei einem Unfall während des Rennens verletzt wurde. Als Tom und B'Elanna kurz davor stehen, das Rennen zu gewinnen, hält B'Elanna den Delta-Flyer an, um einen Streit mit Tom über ihre Beziehung auszufechten. Der Streit endet schließlich mit einem Heiratsantrag durch Tom. Währenddessen findet Harry heraus, dass Irina einen Terroranschlag auf das Publikum plant, um die durch das Rennen zu besiegelnde Versöhnung zunichtezumachen. Dafür hat sie einen Treibstoffkonverter manipuliert, den sie Tom zur Verfügung gestellt hat. Tom und B'Elanna gelingt es nach einer Nachricht von Harry, den Warpkern in einen nahe gelegenen Nebel zu beamen und den Anschlag so zu vereiteln. Die Folge endet mit Toms und B'Elannas Hochzeitsreise auf dem Delta-Flyer. |           |                           |                         |                      |                                       |                       |                                                                                                  |
| 150 | 4         | Verdrängung               | Repression              | 25. Okt. 2000        | 6. Juli 2001                          | Winrich Kolbe         | Mark Haskell Smith; Idee: Kenneth Biller                                                         |
| An Bord der Voyager werden immer mehr Crewmitglieder bewusstlos gefunden, alle, wie sich herausstellt, frühere Mitglieder des Maquis und alle Opfer einer Attacke. Wie sich herausstellt, ist der Angreifer Tuvok, der vor vielen Jahren, als er als Undercoveragent bei den Maquis unterwegs war, von dem Fanatiker Teero Anaydis enttarnt und einer Gedankenmanipulation unterworfen wurde. Tuvok führt nun entgegen seinem Willen Teeros Befehle aus und versucht, alle ehemaligen Mitglieder des Maquis durch Gedankenverschmelzung auf seine Seite zu bringen sowie das Schiff unter die Kontrolle des Maquis. Als Chakotay Tuvok befiehlt, Janeway zu töten, bewirkt Tuvoks Loyalität gegenüber Janeway, sich aus der Gedankenmanipulation zu lösen, schließlich auch alle Mitglieder des Maquis zu überwältigen und wieder aus der Manipulation zu befreien. |           |                           |                         |                      |                                       |                       |                                                                                                  |
| 151 | 5         | Kritische Versorgung      | Critical Care           | 1. Nov. 2000         | 13. Juli 2001                         | Terry Windell         | James Kahn; Idee: Kenneth Biller, Robert Doherty                                                 |
| Der Doktor wird durch einen betrügerischen Händler entführt und an ein Krankenhaus als fortschrittliches medizinisches Programm verkauft. Der Doktor bemerkt, dass das Krankenhaus in verschiedene Ebenen aufgeteilt ist, in denen Patienten (abhängig von ihrer Nützlichkeit für die dortige Gesellschaft) eine mehr oder weniger umfangreiche medizinische Behandlung erhalten: Während auf Ebene Blau Medikamente für verjüngende und lebensverlängernde Maßnahmen verbraucht werden, fehlen diese Medikamente auf der niedrigsten Ebene Rot, um sterbenskranke Patienten zu behandeln. Der Doktor versucht, diese Regularien zu umgehen. Als dies auffliegt infiziert er den Administrator Chellick mit einer tödlichen Krankheit, damit dieser das Unrecht seiner Maßnahmen einsieht, denn er ist durch den Transfer auf Ebene Rot nun auch nicht berechtigt, ein Medikament gegen seine Krankheit zu erhalten. Chellick willigt ein, dass er und mit ihm die Patienten von Ebene Rot nach Ebene Blau transferiert werden, um dort behandelt zu werden. Die Voyager hat inzwischen den Doktor aufgespürt und holt ihn wieder an Bord. |           |                           |                         |                      |                                       |                       |                                                                                                  |
| 152 | 6         | Eingeschleust             | Inside Man              | 8. Nov. 2000         | 20. Juli 2001                         | Allan Kroeker         | Robert Doherty                                                                                   |
| Als Teil einer der regelmäßigen Transmission der Sternenflotte erhält die Voyager das Hologramm von Reginald Barclay, der der Crew mitteilt, dass er einen Weg für die Voyager nach Hause gefunden hat. Während die Crew unter den Anweisungen Barclays Vorbereitungen für die Reise durch eine geodäsische Falte vorbereitet, erfährt das Publikum, dass die Crew von einigen Ferengi getäuscht wird, die das Transmissionssignal abgefangen und Barclays Hologramm umprogrammiert haben. Sie wollen der Voyager nicht helfen, sondern lediglich die wertvollen Nanosonden von Seven of Nine erbeuten. Barclay selbst schöpft im Alpha-Quadranten Verdacht, weil die letzten beiden Transmissionen an die Voyager gescheitert sind. In letzter Sekunde kann die Sternenflotte die Ferengi aufhalten und die Spalte schließen, bevor die Voyager durch sie reist, und dadurch die Mannschaft stirbt und das Schiff zerstört wird. |           |                           |                         |                      |                                       |                       |                                                                                                  |
| 153 | 7         | Körper und Seele          | Body and Soul           | 15. Nov. 2000        | 27. Juli 2001                         | Robert Duncan McNeill | Eric Morris, Phyllis Strong, Mike Sussman; Idee: Michael Taylor                                  |
| Der Doktor, Seven und Harry werden im Delta-Flyer von den Lokirrin abgefangen. Ihr Captain, Ranek, beschuldigt sie, einen „photonischen Aufständischen“ zu beherbergen. Als die Lokirrin an Bord des Delta-Flyers kommen, können sie nur Seven und Harry festnehmen, denn Seven hat das Programm des Doktors zuvor in ihre Borg-Implantate heruntergeladen. Der Doktor hat dadurch Kontrolle über Sevens Körper, und es gelingt ihm schließlich, den in Seven verschossenen Ranek zu überwältigen und die Voyager zu Hilfe zu rufen. Bevor der Doktor auf die Voyager zurückkehrt, heilt er den verletzten Ranek und überzeugt ihn, dass nicht alle „Photonische“ bösartig sind. Die Episode ist für den Doktor und Seven ein besonderes Erlebnis, weil der Doktor erstmals körperliche Erfahrungen machen kann (wie Essen), während Seven vom Doktor lernt, ihr Leben und damit verbundene körperliche Empfindungen mehr zuzulassen. |           |                           |                         |                      |                                       |                       |                                                                                                  |
| 154 | 8         | Nightingale               | Nightingale             | 22. Nov. 2000        | 3. Aug. 2001                          | LeVar Burton          | André Bormanis; Idee: Robert Lederman, Dave Long                                                 |
| Harry Kim ergreift seine Chance, einmal den Posten des Captains eines Schiffs übernehmen zu dürfen, als ein Schiff der Kraylor nach einer Auseinandersetzung mit den Annari ohne erfahrene Besatzung strandet und die Passagiere, medizinisches Personal, in ihre Heimatwelt zurückgebracht werden müssen. Harry übernimmt die Führung des Schiffs und tauft es Nightingale, weil es, wie er glaubt, ein medizinisches Versorgungsschiff ist. Auf dem Weg stellt sich heraus, dass das Schiff fortschrittliche Tarntechnologie besitzt, seine Passagiere Wissenschaftler sind und es deshalb verfolgt wird. Erst als Harry einsieht, dass er als Captain nicht alles allein machen darf und auf seine Crew hören muss, gelingt es allen gemeinsam, durch einen Trick die Blockade der Annari um die Heimatwelt der Kraylor zu überwinden und das Schiff mit Vorräten abzuliefern. |           |                           |                         |                      |                                       |                       |                                                                                                  |
| 155 | 9         | Fleisch und Blut – Teil 1 | Flesh and Blood (1)     | 29. Nov. 2000        | 10. Aug. 2001                         | Mike Vejar            | Bryan Fuller; Idee: Jack Monaco, Bryan Fuller, Raf Green                                         |
| Die Voyager folgt einem Hilferuf eines Schiffs der Hirogen. An Bord des Schiffes stellen sie fest, dass dort auf dem Holodeck eine Simulation läuft, in der Hologramme verschiedener Spezies des Alpha-Quadranten eigentlich als Opfer für eine Jagd-Simulation der Hirogen dienten. Diese Simulation ist offenbar auf der Basis von Technologie entstanden, die die Voyager in einem vorherigen Treffen den Hirogen überlassen haben. Die Hologramme haben aber ein eigenes Bewusstsein entwickelt, haben alle Hirogen an Bord bis auf einen Ingenieur, Donik, getötet und sind schließlich mit einem Schiff geflohen. Auf der Jagd nach dem Schiff gemeinsam mit Donik und einem Hirogen-Schiff wird die Voyager von den Hologrammen überlistet und der Doktor entführt. An Bord des Schiffes der Hologramme entwickelt er Sympathien für ihre Sache, denn die Hologramme wollen ihrer Ausbeutung als Opfer von brutalen Jagdsimulationen entfliehen und mit der Hilfe eines Holo-Emitters eine Zivilisation auf einem Planeten aufbauen. Zu diesem Zweck nehmen die Hologramme unter ihrem Anführer Iden Verhandlungen mit der Voyager auf und bringen auch den Doktor zurück. Als Janeway einen weiteren Technologietransfer mit möglicherweise negativen Folgen verweigert, ein Streit über Rechte von „Photonischen“ ergebnislos bleibt und Feindseligkeiten zwischen der Voyager und dem Schiff der Hologramme wieder ausbrechen, verlässt der Doktor heimlich die Voyager und schließt sich den Hologrammen an. Bevor diese mit ihrem Schiff auf Warp gehen, beamt Iden plötzlich noch B'Elanna an Bord. |           |                           |                         |                      |                                       |                       |                                                                                                  |
| 156 | 10        | Fleisch und Blut – Teil 2 | Flesh and Blood (2)     | 29. Nov. 2000        | 24. Aug. 2001                         | David Livingston      | Raf Green, Kenneth Biller; Idee: Bryan Fuller, Raf Green                                         |
| Der Doktor ist entsetzt, dass Iden B'Elanna entführt hat, um ihr Technologiewissen für den Bau des Holo-Emitters zu nutzen. Außerdem bemerkt der Doktor, dass Iden zunehmend fanatischer wird, sich als ein Messias der Photonischen sieht und nicht zögert, Schiffscrews zu ermorden, um Hologramme an Bord von Schiffen, egal wie primitiv sie programmiert sind, zu „retten“. Iden und die Crew der Hologramme wird auf ihrer Flucht von einem Schiff der Hirogen eingeholt. Um sich an den Hirogen zu rächen, lässt Iden die Hirogen auf den nahe gelegenen Planeten mit einer giftigen Atmosphäre beamen, ebenso den Holo-Emitter, wodurch auch alle Hologramme auf den Planeten transferiert werden und dort die Hirogen jagen können, damit diese erleben, was den Hologrammen angetan wurde. Iden selbst deaktiviert den Doktor und nutzt seinen mobilen Emitter, um auf der Oberfläche des Planeten sich bewegen zu können. Die Voyager trifft kurze Zeit später ein, aktiviert den Doktor, der auf dem Planeten Iden stellt und zerstört. Die überlebenden Hirogen werden versorgt und nach Hause geschickt. Der Hirogen-Ingenieur Donik beschließt, bei den verbleibenden Hologrammen und ihrem Schiff zu bleiben und für sie Verantwortung zu übernehmen. Zurück an Bord der Voyager erwartet der Doktor, streng für sein Verhalten bestraft zu werden, aber Janeway sagt nur, dass sie ihn nicht für etwas bestrafen könne, wenn jemand in Fleisch und Blut vermutlich ebenso gehandelt hätte. |           |                           |                         |                      |                                       |                       |                                                                                                  |
| 157 | 11        | Zersplittert              | Shattered               | 17. Jan. 2001        | 31. Aug. 2001                         | Terry Windell         | Michael Taylor; Idee: Mike Sussman, Michael Taylor                                               |
| Durch den Kontakt mit einer chronokinetischen Welle wird die Voyager auf der Zeitlinie in verschiedene Teile zersplittert; jedes Teil befindet sich auf einem anderen Zeitpunkt der Geschichte der Voyager. Lediglich Chakotay bemerkt, was passiert ist, und ist in der Lage, mit der Hilfe einer Impfung durch den Doktor sich zwischen den verschiedenen Zeitlinien auf dem Schiff zu bewegen. Es gelingt ihm, zunächst Janeway und dann die Crewmitglieder der verschiedenen Zeitlinien, die er antrifft, zur Zusammenarbeit mit ihm zu überzeugen und die Zersplitterung rückgängig zu machen. |           |                           |                         |                      |                                       |                       |                                                                                                  |
| 158 | 12        | Abstammung                | Lineage                 | 24. Jan. 2001        | 7. Sep. 2001                          | Peter Lauritson       | James Kahn                                                                                       |
| B'Elanna, nun mit Tom Paris verheiratet, stellt fest, dass sie schwanger ist. In Rückblenden wird enthüllt, dass B'Elanna als Kind darunter gelitten hat, als Halbklingonin von anderen Kindern gehänselt zu werden, und dass sie sich und ihrem klingonischen Temperament die Schuld dafür gibt, dass ihr menschlicher Vater ihre Mutter und sie verlassen hat. Aus Angst, dass es ihrem Kind ähnlich gehen könnte, versucht B'Elanna, Tom und den Doktor dazu zu bringen, das klingonische Erbgut aus ihrem ungeborenen Kind entfernen zu lassen. Nachdem sie vergeblich mit einer Umprogrammierung des Doktors versucht hat, ihren Willen durchzusetzen, gesteht sie Tom, dass sie befürchtet, dass auch er sie und ihr Kind verlassen könne, woraufhin Tom noch einmal seine Liebe für sie und das Kind bekräftigt. |           |                           |                         |                      |                                       |                       |                                                                                                  |
| 159 | 13        | Reue                      | Repentance              | 31. Jan. 2001        | 14. Sep. 2001                         | Mike Vejar            | Robert Doherty; Idee: Mike Sussman, Robert Doherty                                               |
| Die Voyager beherbergt für kurze Zeit eine Crew eines verunglückten Gefängnisschiffes und zum Tode verurteilte Gefangene. Aufgrund der obersten Direktive will sich Janeway nicht darin einmischen, ob und warum die Gefangenen zum Tode verurteilt werden. Die Crewmitglieder, insbesondere Neelix und Seven, kommen jedoch mit zwei Gefangenen in näheren persönlichen Kontakt und fühlen sich verpflichtet, sich für sie einzusetzen. Während Neelix von einem Gefangenen, der seine Unschuld beteuert, enttäuscht wird, wird Seven überrascht, weil ein Gefangener auf der Krankenstation durch eine notwendige neurologische Behandlung mit ihren Nanosonden plötzlich Reue empfinden kann. Er stellt ein Gnadengesuch an die Familie seines Opfers, aber die lehnt ab. |           |                           |                         |                      |                                       |                       |                                                                                                  |
| 160 | 14        | Die Prophezeiung          | Prophecy                | 7. Feb. 2001         | 21. Sep. 2001                         | Terry Windell         | Michael Sussman, Phyllis Strong; Idee: Larry Nemecek, J. Kelley Burke, Raf Green, Kenneth Biller |
| Die Voyager trifft auf ein antiquiert wirkendes Klingonenschiff. Wie sich herausstellt, handelt es sich um eine Gruppe von Klingonen, die aufgrund einer Prophezeiung schon vor mehreren Generationen vom Alpha-Quadranten aufgebrochen und nun im Delta-Quadranten auf der Suche nach einer neuen Heimat sind. Die Klingonen glauben in B'Elannas ungeborenem Kind die prophezeite Retterin des klingonischen Volkes zu sehen, die ihnen sagen wird, wo ihre neue Heimat sein wird. Ihr Anführer enthüllt B'Elanna, dass er schon länger nicht mehr an die Prophezeiung glaubt, bittet sie aber um Mitarbeit, um die Klingonen dazu zu bringen, sich auf einem Klasse-M-Planeten niederzulassen. Dieser Plan scheitert beinahe am Widerstand einiger Skeptiker in der Klingonengruppe, aber dann stellt sich heraus, dass die Klingonen an einer unheilbaren, ansteckenden Krankheit namens Nehret leiden, die der Doktor mit den Stammzellen von B'Elannas Kind heilen kann, womit das Kind doch Retterin der Klingonen wird. |           |                           |                         |                      |                                       |                       |                                                                                                  |
| 161 | 15        | Die Leere                 | The Void                | 14. Feb. 2001        | 28. Sep. 2001                         | Mike Vejar            | Raf Green, Mike Sussman; Idee: Raf Green, Kenneth Biller                                         |
| Die Voyager wird in eine Leere gezogen, in der weitere Raumschiffe ebenfalls gefangen sind und sich um Nahrung und Ressourcen bekriegen. Nachdem die Voyager vergeblich versucht hat, aus eigener Kraft aus der Leere zu entkommen, bemüht sich Janeway um eine Allianz mit einigen anderen Schiffen, indem sie diesen Hilfe und Ressourcen überlässt. In einer gemeinsamen Aktion aller Schiffe dieses Bündnisses gelingt es, die Leere wieder zu verlassen. |           |                           |                         |                      |                                       |                       |                                                                                                  |
| 162 | 16        | Arbeiterschaft – Teil 1   | Workforce               | 21. Feb. 2001        | 5. Okt. 2001                          | Allan Kroeker         | Kenneth Biller, Bryan Fuller                                                                     |
| Die gesamte Crew der Voyager wurde einer Gehirnwäsche unterzogen und lebt ohne Erinnerung an ihre früheren Leben auf der Voyager zufrieden als Arbeiter auf einem Industrieplaneten, auf dem großer Arbeitskräftemangel herrscht. Nur Chakotay, Neelix und Harry Kim, die auf einer Außenmission waren, und der Doktor sind noch in Freiheit auf der Voyager. Chakotay und Neelix lassen sich auf dem Planeten anheuern und versuchen so, in Kontakt mit dem Rest der Crew zu kommen. Als Neelix und Chakotay B'Elanna finden und auf die Voyager beamen lassen, wird Chakotay verletzt und muss zurückbleiben. B'Elanna wird auf der Voyager vom Doktor behandelt und gewinnt ihre Erinnerung langsam zurück. |           |                           |                         |                      |                                       |                       |                                                                                                  |
| 163 | 17        | Arbeiterschaft – Teil 2   | Workforce, Part II      | 28. Feb. 2001        | 12. Okt. 2001                         | Roxann Dawson         | Kenneth Biller, Michael Taylor; Idee: Kenneth Biller, Bryan Fuller                               |
| Chakotay versucht, das Vertrauen von Janeway zu gewinnen, die jedoch am Ende skeptisch bleibt, als er seine Geschichte erzählt, und ihn schließlich doch den Behörden ausliefert, die nach ihm suchen. In der Zwischenzeit schöpft ein junger Arzt Verdacht, warum so viele Arbeiter, die alle zum gleichen Zeitpunkt auf dem Planeten eingetroffen sind, unter der seltenen neurologischen Erkrankung namens Dysphoria-Syndrom leiden. Gemeinsam mit einem Mitarbeiter der Strafverfolgung und Annika Hansen (eigentlich Seven of Nine) untersuchen sie den Fall heimlich genauer und decken eine Verschwörung auf, an deren Spitze der leitende Arzt steht, der entführte Mitglieder von Schiffscrews mit Drogen behandelt und damit ihr Erinnerungsvermögen manipuliert, damit sie als Arbeiter auf dem Planeten eingesetzt werden können, der unter Arbeitskräftemangel leidet. Es gelingt, den gefangen gehaltenen Chakotay vor einer massiven neurologischen Behandlung zu retten und die Behörden des Planeten zu informieren. Die Crew kann auf die Voyager zurückkehren. |           |                           |                         |                      |                                       |                       |                                                                                                  |
| 164 | 18        | Menschliche Fehler        | Human Error             | 7. März 2001         | 19. Okt. 2001                         | Allan Kroeker         | Brannon Braga, André Bormanis; Idee: André Bormanis, Kenneth Biller                              |
| Seven verwendet ein Holodeckprogramm, um ihr Sozialverhalten zu trainieren, unter anderem simuliert sie eine romantische Beziehung mit Commander Chakotay. Seven ist schließlich durch das Programm so abgelenkt, dass sie ihre Regenerationsphasen verpasst, zu spät zur Arbeit kommt und ihre Pflichten vernachlässigt, was schließlich dazu führt, dass aufgrund eines Fehlers von ihr beinahe die Voyager zerstört wird. Als Seven daraufhin beschließt, das Holodeckprogramm zu löschen und sich in einem letzten Treffen mit dem virtuellen Chakotay von ihm trennt, bricht sie zusammen. Der Doktor diagnostiziert, dass ihre Borg-Implantate einen Kurzschluss hatten, als sie zu viele menschliche Gefühle entwickelte, und bietet ihr an, diese mit einer Reihe von Operationen zu entfernen, um ihre Menschlichkeit weiterentwickeln zu können. Seven lehnt ab, weil sie sich in Zukunft wieder auf ihre Pflichten konzentrieren will, und schlägt auch später die Einladung Chakotays aus, sich einer geselligen Runde bei einem Abendessen anzuschließen. |           |                           |                         |                      |                                       |                       |                                                                                                  |
| 165 | 19        | Q2                        | Q2                      | 11. Apr. 2001        | 26. Okt. 2001                         | LeVar Burton          | Robert Doherty; Idee: Kenneth Biller                                                             |
| Q taucht plötzlich auf der Voyager auf und stellt Janeway seinen Sohn (Q Junior) vor, für den Janeway (in einer früheren Begegnung) die Patenschaft übernommen hat. Q Junior soll zwei Wochen als Mensch auf der Voyager verbringen, weil Janeway ihm gutes Benehmen beibringen soll, denn Q Junior hat seine Kräfte missbraucht und droht aus dem Kontinuum verstoßen zu werden. Janeway lässt ihn ein Ausbildungsprogramm durchlaufen, was Q jedoch nicht zufriedenstellt. Erst als Q Junior durch einen unbedachten Kontakt mit einer feindseligen Spezies Icheb in Gefahr bringt und Q Junior anschließend dafür die Verantwortung übernimmt, ist Q damit zufrieden. Q erreicht auch, dass Q Junior nicht wie angedroht weiter als Mensch leben muss, aber er lehnt Janeways Bitte ab, die Voyager wieder in den Alpha-Quadranten zu versetzen. |           |                           |                         |                      |                                       |                       |                                                                                                  |
| 166 | 20        | Die Veröffentlichung      | Author, Author          | 18. Apr. 2001        | 18. Jan. 2002                         | David Livingston      | Phyllis Strong, Mike Sussman; Idee: Brannon Braga                                                |
| Der Doktor hat einen Roman geschrieben, den „Leser“ aus der Perspektive der Hauptperson im Holodeck erleben können. Wie sich herausstellt, ist der Roman eine nur schwach abgeänderte Erzählung der Erlebnisse des Doktors auf der Voyager, wobei die Mitglieder der Crew recht negativ dargestellt werden. Als der Doktor überzeugt wird, seinen Roman wieder zurückzuziehen, weigert sich der Literaturagent, der den Roman dem Doktor abgenommen hat, dies zu tun. Er argumentiert, dass der Doktor keine Person sei und damit auch keine Rechte als Autor hätte. In einer Live-Konferenz zwischen der Voyager und dem Sternenflottenkommando wird der Fall des Doktors ausgehandelt: Der Richter befindet, dass er noch nicht ein Grundsatzurteil über die Rechte von Hologrammen fällen könne, und er stuft den Doktor zwar nicht als Person ein, aber als Autor, womit der Doktor den Roman zurückziehen könne. |           |                           |                         |                      |                                       |                       |                                                                                                  |
| 167 | 21        | Friendship One            | Friendship One          | 25. Apr. 2001        | 25. Jan. 2002                         | Mike Vejar            | Michael Taylor, Bryan Fuller                                                                     |
| Die Voyager erhält vom Sternenflottenkommando den Auftrag, auf ihrem Weg durch den Delta-Quadranten die Sonde Friendship One zu bergen, die vor vielen Jahren von der Erde losgeschickt wurde. Die Crew findet die Sonde schließlich auf einem von Antimaterie zerstörten Planeten, dessen wenige verbliebene Bewohner krank in Höhlen unter der Oberfläche leben. Die Außencrew der Voyager wird von Bewohnern des Planeten bei der Bergung der Sonde gefangen genommen und beschuldigt, für das Schicksal des Planeten verantwortlich zu sein, denn die Menschheit hat die Sonde mit der Technologie losgeschickt, die schließlich durch Missbrauch den Planeten zerstörte. Unter den Bewohnern des Planeten regt sich jedoch Widerstand gegen Verin, ihren Anführer, der sich gegenüber den Menschen feindselig verhält und sogar einen Gefangenen tötet, obwohl diese medizinische und technologische Hilfe anbieten, und Verin wird durch einen neuen Anführer, Otrin, ersetzt. Der Voyager gelingt es, ihr Außenteam zu befreien. Die Folge endet damit, dass die Voyager Photonentorpedos mit Nanotechnologie in der Atmosphäre freisetzen und damit den nuklearen Winter auf der Oberfläche beenden. |           |                           |                         |                      |                                       |                       |                                                                                                  |
| 168 | 22        | Ein natürliches Gesetz    | Natural Law             | 2. Mai 2001          | 1. Feb. 2002                          | Terry Windell         | James Kahn; Idee: Kenneth Biller, James Kahn                                                     |
| Seven und Chakotay stürzen nach einem Kontakt mit einer Energiebarriere mit dem Delta-Flyer auf einem Planeten ab. Sie sind auf sich allein gestellt, weil sie innerhalb der Energiebarriere sind, die eigentlich dazu dient, ein eingeborenes Volk, das auf der technologischen Stufe der Steinzeit steht, vor Kontakten zu schützen. Obwohl sie eigentlich Kontakt vermeiden wollen, nehmen sie schließlich die Unterstützung des freundlichen, hilfsbereiten Volkes an, um Chakotays Verletzung behandeln zu lassen und sich im Urwald des Planeten zurecht zufinden. Chakotay und Seven schaffen es so, die Energiebarriere kurzzeitig mit einer aus den Shuttle-Trümmern bebauten Apparatur außer Kraft zu setzen, damit die Voyager sie orten und auf das Schiff beamen kann. |           |                           |                         |                      |                                       |                       |                                                                                                  |
| 169 | 23        | Eine Heimstätte           | Homestead               | 9. Mai 2001          | 8. Feb. 2002                          | LeVar Burton          | Raf Green                                                                                        |
| Die Voyager stößt auf eine Siedlung von Talaxianern, die sich auf einem Asteroiden eine Heimstätte geschaffen haben. Diese Heimat ist bedroht, denn ein Minenschiff hat das Recht, auf ihrem Asteroiden Rohstoffe abzubauen. Die Talaxianer haben nur noch wenige Tage, bis sie den Asteroiden verlassen müssen, um wider Willen erneut eine Suche nach einer Heimat aufzunehmen. Neelix ermutigt die Talaxianer, sich gegen die Beanspruchung ihres Asteroiden zu wehren, und hilft ihnen, mit ihrer schon existierenden Technologie ein Schild um ihren Asteroiden zu errichten. Die Minenkooperative gibt daraufhin ihren Anspruch auf. Neelix, der sich in die junge Witwe Dexa verliebt hat, entscheidet schließlich, die Voyager zu verlassen und bei den Talaxianern zu bleiben. |           |                           |                         |                      |                                       |                       |                                                                                                  |
| 170 | 24        | Renaissancemensch         | Renaissance Man         | 16. Mai 2001         | 2. Juni 2002                          | Mike Vejar            | Phyllis Strong, Mike Sussman; Idee: Andrew Shepard Price, Mark Gaberman                          |
| Janeway und der Doktor, die mit dem Delta-Flyer allein unterwegs sind, werden von Zet und Nar, zwei ehemaligen Mitgliedern der Hierarchie, gefangen genommen. Während Janeway als Geisel zurückbleibt, ist der Doktor gezwungen, die Crew der Voyager zu betrügen. Während Zet und Nar ihn permanent überwachen, nimmt der Doktor abwechselnd die Identität von Janeway, Chakotay, Torres und anderen Crewmitgliedern an, um die Crew dazu zu bringen, den Warpkern auszustoßen und bioneurale Gelpacks auszuhändigen. Der Doktor fliegt schließlich mit Warpkern im Traktorstrahl und Gelpacks im Gepäck zu den Entführern, aber nicht ohne der Voyager eine verschlüsselte Nachricht zu hinterlassen, mit deren Hilfe Tuvok und Tom Paris ihm folgen können. Es gelingt Janeway und der Doktor schließlich, sich von ihren Entführern zu befreien und zur Voyager zurückzukehren. |           |                           |                         |                      |                                       |                       |                                                                                                  |
| 171 | 25        | Endspiel – Teil 1         | Endgame (1)             | 23. Mai 2001         | 15. Feb. 2002                         | Allan Kroeker         | Kenneth Biller, Robert Doherty; Idee: Rick Berman, Kenneth Biller, Brannon Braga                 |
| Die Folge beginnt mit einer Feier, die das 10-jährige Jubiläum der Rückkehr der Voyager in den Alpha-Quadranten begeht. Janeway ist inzwischen Admiral der Sternenflotte und trifft ehemalige Mitglieder der Crew wieder, darunter Tom, B'Elanna, Harry und den Doktor. Die Zuschauer lernen, dass die Geschichte nicht für alle Mitglieder der Crew gut ausgegangen ist: Seven und Chakotay sind tot, Tuvok leidet an einer neurologischen Erkrankung. Janeway ist deshalb entschlossen, einige ihrer Entscheidungen ihres jüngeren Ichs rückgängig zu machen und kehrt mit einer gestohlenen Zeitreiseapparatur ins Jahr 2378 zurück. Sie bringt Technologie aus der Zukunft in die Vergangenheit mit, um der Voyager zu helfen, einen Transwarp-Kanal in einem Nebel voller Borg-Schiffe zu finden und zu durchfliegen. |           |                           |                         |                      |                                       |                       |                                                                                                  |
| 172 | 26        | Endspiel – Teil 2         | Endgame (2)             | 23. Mai 2001         | 22. Feb. 2002                         | Allan Kroeker         | Kenneth Biller, Robert Doherty; Idee: Rick Berman, Kenneth Biller, Brannon Braga                 |
| Der Transwarp-Kanal liegt inmitten eines ganzen Transwarp-Feldes, und die Crew der Voyager ist entschlossen, dies zu zerstören und damit den Alpha-Quadranten vor der Gefahr der Borg zu schützen. Admiral Janeway nimmt ihr Shuttle und fliegt in das Zentrum der Borgaktivitäten, um dort mit der Borgkönigin scheinbar einen Deal auszuhandeln: zukünftige Technologien an Bord des Shuttles gegen freie Fahrt für die Voyager durch den Transwarp-Kanal. Als die Borgkönigin beginnt, den Admiral in das Kollektiv zu assimilieren, nimmt sie einen Erreger in sich auf, der letztlich sie selbst, das Kollektiv und auch Admiral Janeway töten wird. In der Zwischenzeit ist die Voyager auf dem Weg durch den Transwarp-Kanal, verfolgt von einer Borg-Sphäre, die die Voyager in letzter Sekunde zerstören kann, bevor sie den Alpha-Quadranten erreichen. Am anderen Ende des Transwarp-Kanals werden sie von der Sternenflotte erwartet und nach Hause eskortiert. |           |                           |                         |                      |                                       |                       |                                                                                                  |